# Powiat de Łobez
Le powiat de Łobez (en polonais : powiat łobeski) est un powiat appartenant à la voïvodie de Poméranie occidentale dans le nord-ouest de la Pologne.

## Division administrative

Carte du powiat

Le powiat de Łobez comprend 5 communes :
- 4 communes urbaines-rurales : Dobra, Łobez, Resko et Węgorzyno ;

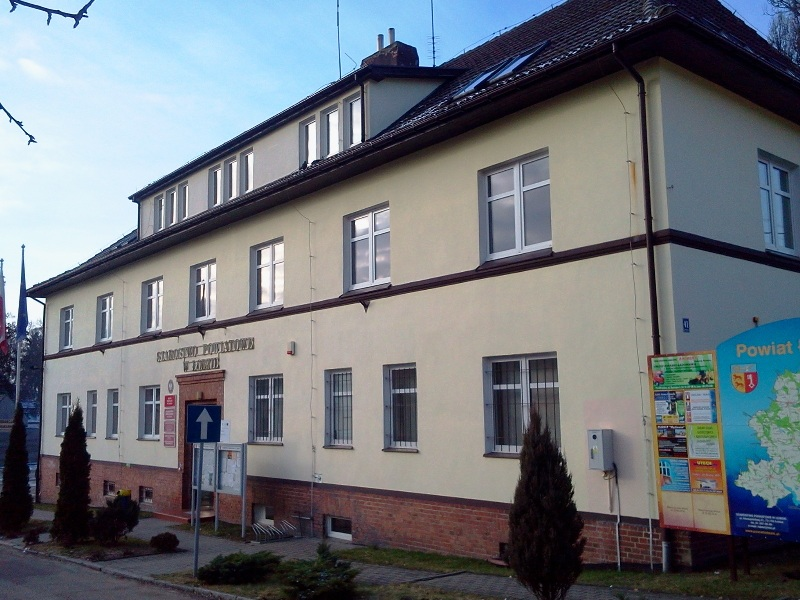
Siège du powiat.

- 1 commune rurale : Radowo Małe.